# Natação no Campeonato Mundial de Esportes Aquáticos de 2019 - 1500 m livre masculino
A prova dos 1500 metros livre masculino da natação no Campeonato Mundial de Esportes Aquáticos de 2019 ocorreu entre os dias 27 de julho e 28 de julho, em Gwangju, na Coreia do Sul. 

## Recordes
Antes desta competição, os recordes mundiais e do campeonato nesta prova eram os seguintes:
| Tipo                  | Atleta   | Tempo    | Local   | Data                |
| --------------------- | -------- | -------- | ------- | ------------------- |
|                       | Sun Yang | 14:31.02 | Londres | 4 de agosto de 2012 |
| Recorde do campeonato | Sun Yang | 14:34.14 | Xangai  | 31 de julho de 2011 |

## Medalhistas
| Ouro                    | Prata                    | Bronze                     |
| Florian Wellbrock (GER) | Mykhailo Romanchuk (UKR) | Gregorio Paltrinieri (ITA) |

## Cronograma
Todos os horários são locais (UTC+9). 
| Data        | Hora  | Evento        |
| ----------- | ----- | ------------- |
| 27 de julho | 11:17 | Eliminatórias |
| 28 de julho | 20:17 | Final         |

## Resultados

### Eliminatórias
Esses foram os resultados das eliminatórias. Foram realizadas no dia 27 de julho com início às 11:17. 
| Pos. | Bateria | Raia | Nadador              | Nacionalidade  | Tempo    | Notas |
| ---- | ------- | ---- | -------------------- | -------------- | -------- | ----- |
| 1    | 4       | 5    | Gregorio Paltrinieri | Itália         | 14:45.80 | Q     |
| 2    | 4       | 4    | Florian Wellbrock    | Alemanha       | 14:47.52 | Q     |
| 3    | 3       | 4    | Mykhailo Romanchuk   | Ucrânia        | 14:47.54 | Q     |
| 4    | 4       | 1    | Alexander Norgaard   | Dinamarca      | 14:47.75 | Q,    |
| 5    | 4       | 2    | Henrik Christiansen  | Noruega        | 14:50.28 | Q     |
| 6    | 3       | 2    | Domenico Acerenza    | Itália         | 14:52.03 | Q     |
| 7    | 3       | 7    | David Aubry          | França         | 14:53.38 | Q     |
| 8    | 3       | 1    | Serhiy Frolov        | Ucrânia        | 14:55.06 | Q     |
| 9    | 4       | 7    | Damien Joly          | França         | 14:55.51 |       |
| 10   | 3       | 6    | Jan Micka            | Chéquia        | 14:59.05 |       |
| 11   | 4       | 3    | Jordan Wilimovsky    | Estados Unidos | 14:59.94 |       |
| 12   | 2       | 4    | Ákos Kalmár          | Hungria        | 15:00.99 |       |
| 13   | 3       | 5    | Daniel Jervis        | Reino Unido    | 15:01.50 |       |
| 14   | 3       | 9    | Nguyễn Huy Hoàng     | Vietname       | 15:02.35 |       |
| 15   | 4       | 8    | Anton Ipsen          | Dinamarca      | 15:04.02 |       |
| 16   | 3       | 3    | Jack McLoughlin      | Austrália      | 15:04.64 |       |
| 17   | 3       | 8    | Ruwen Straub         | Alemanha       | 15:05.51 |       |
| 18   | 4       | 0    | Ilya Druzhinin       | Rússia         | 15:07.93 |       |
| 19   | 2       | 9    | Ahmed Akram          | Egito          | 15:13.25 |       |
| 20   | 2       | 3    | Gergely Gyurta       | Hungria        | 15:14.20 |       |
| 21   | 2       | 5    | Ji Xinjie            | China          | 15:15.41 |       |
| 22   | 2       | 6    | Diogo Villarinho     | Brasil         | 15:15.91 |       |
| 23   | 4       | 9    | Wojciech Wojdak      | Polónia        | 15:16.14 |       |
| 24   | 2       | 7    | Vuk Čelić            | Sérvia         | 15:17.79 |       |
| 25   | 3       | 0    | Guilherme Costa      | Brasil         | 15:20.73 |       |
| 26   | 4       | 6    | Zane Grothe          | Estados Unidos | 15:21.43 |       |
| 27   | 2       | 2    | Dimitrios Negris     | Grécia         | 15:25.71 |       |
| 28   | 2       | 0    | Kim Woo-min          | Coreia do Sul  | 15:26.17 |       |
| 29   | 2       | 8    | Huang Guo-ting       | Taipé Chinesa  | 15:33.53 |       |
| 30   | 2       | 1    | Aflah Prawira        | Indonésia      | 15:38.34 |       |
| 31   | 1       | 5    | Joaquín Moreno       | Argentina      | 15:48.98 |       |
| 32   | 1       | 3    | Aryan Nehra          | Índia          | 15:59.47 |       |
| 33   | 1       | 6    | Cheuk Ming Ho        | Hong Kong      | 16:03.96 |       |
| 34   | 1       | 4    | Oli Mortensen        | Ilhas Feroé    | 16:17.71 |       |
| 35   | 1       | 2    | Adib Khalil          | Líbano         | 16:19.51 |       |

### Final
A final foi realizada em 28 de julho às 20:17. 
| Pos.              | Raia | Nadador              | Nacionalidade | Tempo    | Notas            |
| ----------------- | ---- | -------------------- | ------------- | -------- | ---------------- |
| Medalha de ouro   | 5    | Florian Wellbrock    | Alemanha      | 14:36.54 |                  |
| Medalha de prata  | 3    | Mykhailo Romanchuk   | Ucrânia       | 14:37.63 |                  |
| Medalha de bronze | 4    | Gregorio Paltrinieri | Itália        | 14:38.75 |                  |
| 4                 | 1    | David Aubry          | França        | 14:44.72 | Recorde nacional |
| 5                 | 2    | Henrik Christiansen  | Noruega       | 14:45.35 | Recorde nacional |
| 6                 | 7    | Domenico Acerenza    | Itália        | 14:52.05 |                  |
| 7                 | 8    | Serhiy Frolov        | Ucrânia       | 15:01.04 |                  |
| 8                 | 6    | Alexander Norgaard   | Dinamarca     | 15:20.47 |                  |

Legenda
| Recorde mundial       | Recorde mundial (World record)               |                       | Recorde africano                      | Recorde africano (African) |                                           | Q | Classificado por posição (Qualified) |
| Recorde do campeonato | Recorde do campeonato (Championship record)  | Recorde da América    | Recorde da América (Americas)         | q                          | Classificado por melhor tempo (Qualified) |   |                                      |
| Melhor marca do ano   | Melhor marca do ano (World leading)          | Recorde asiático      | Recorde asiático (Asian)              | DNS                        | Não largou (Did not start)                |   |                                      |
| Recorde nacional      | Recorde nacional (National record)           | Recorde europeu       | Recorde europeu (European)            | DNF                        | Não terminou (Did not finish)             |   |                                      |
| Recorde pessoal       | Recorde pessoal do atleta (Personal best)    | Recorde da Oceania    | Recorde da Oceania (Oceania)          | DSQ / DQ                   | Desclassificado (Disqualified)            |   |                                      |
| Recorde da temporada  | Recorde da temporada do atleta (Season best) | Recorde sul-americano | Recorde sul-americano (South America) | NM                         | Sem marca (No mark)                       |   |                                      |